# Johann Heinrich Bernhard Dräseke

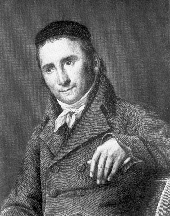
Bernhard Dräseke

Johann Heinrich Bernhard Dräseke, meist mit seinem Rufnamen Bernhard Dräseke, gelegentlich Dräsecke geschrieben (* 18. Januar 1774 in Braunschweig; † 8. Dezember 1849 in Potsdam) war ein deutscher evangelischer Theologe, Generalsuperintendent und Bischof.

## Leben
Bernhard Dräseke besuchte ab 1780 in Braunschweig das Martino-Katharineum, von 1789 bis 1792 das akademische Collegium Carolinum. Von 1792 bis 1794 studierte er Theologie an der Universität Helmstedt. Hier erwarb er das erste theologische Examen.
Nach Abschluss der Ausbildung nahm er zunächst für ein Jahr eine Hauslehrertätigkeit in Ratzeburg an. 1795 wurde er zum Diaconus (2. Pastor) an St. Nicolai in Mölln berufen. 1798 übernahm er in Mölln die Stelle des Pastor primarius. 1804 wurde er Pfarrer in St. Georg auf dem Berge bei Ratzeburg.
Im Jahr 1814 erfolgte seine Wahl zum Dritten Pfarrer der Gemeinde St. Ansgarii in Bremen. Seine 1814 in drei Bänden erschienene Predigtsammlung Deutschlands Wiedergeburt, verkündigt und gefeiert durch eine Reihe evangelischer Reden im Laufe des unvergeßlichen Jahres 1813 erfuhr wegen ihres patriotischen Tones und der Forderung nach einer freiheitlichen Neugestaltung Deutschlands nach dem Sieg über Napoleon sowohl begeisterte Zustimmung als auch Abwehr. Der Bundestag des Deutschen Bundes beschwerte sich beim Bremer Senat über Dräseke und dessen Predigten. Daraufhin enthielt sich Dräseke weiterer politischer Predigten. Bis 1832 war er in Bremen tätig und wurde Ehrenbürger der Stadt. Dräseke engagierte sich hier zunächst für eine breite Annahme der Unionsidee, jedoch ohne bleibenden Erfolg.
1809 war er in die Lübecker Freimaurerloge Zum Füllhorn aufgenommen worden. 1815 schloss er sich der Freimaurerloge Zum Oelzweig an, deren Meister vom Stuhl er zwischen 1826 und 1829 wurde.
Durch die Verbreitung seiner gedruckten Predigten und Schriften wurde er überregional bekannt. Seine Predigtensammlung Predigten für denkende Verehrer diente offensichtlich als Vorlage für die 1845 erschienenen Homilien auf die Sonntage des katholischen Kirchenjahres des Breslauer Domkapitulars Heinrich Förster. Ruleman Friedrich Eylert, reformierter Hofprediger und Berater von Friedrich Wilhelm III., gewann Dräseke als Nachfolger des Franz Bogislaus Westermeier als Generalsuperintendent der Provinz Sachsen und Domprediger in Magdeburg. Am 13. Januar 1832 verlieh Friedrich Wilhelm III. Dräseke wegen seiner positiven Einstellung zur Union den persönlichen Titel „Bischof“. Große Beachtung erreichte Dräseke durch seine Kanzelreden.
Dräseke stand jedoch wegen seiner „bischofsherrlichen“ Amtsführung auch in der Kritik. Diese fand ihren Ausdruck insbesondere im Magdeburger Bilderstreit, den er vor allem mit dem Magdeburger Pfarrer Wilhelm Franz Sintenis führte.
Dräseke bat 1840/1841 innerhalb eines Jahres dreimal bei Friedrich Wilhelm IV. erfolglos um seine Entlassung. Im Oktober 1842 wurde dann das vierte Gesuch akzeptiert. 1843 schied er aus dem Amt und ging auf Wunsch des Königs im Ruhestand nach Potsdam.

## Familie
Bernhard Dräsekes Sohn Theodor (1808–1870) schlug wie sein Vater die Theologenlaufbahn ein und wurde Superintendent in Coburg. Dessen Sohn Felix Draeseke erlangte später als Komponist Bedeutung. Dräsekes Tochter heiratete den lippischen Pfarrer und Superintendenten Georg Friedrich Althaus. Dessen Sohn war Theodor Althaus, Theologe und Schriftsteller.

## Ehrung
- In Magdeburg wurde ihm zu Ehren ein Platz benannt (Dräseckeplatz).
- Dräseke wurde 1832 Ehrenbürger der Hansestadt Bremen.

## Werke (Auswahl)
- Beyträge zur Verbesserung der Liturgie. Herold & Wahlstab, Lüneburg 1802. (Digitalisat)
- Predigten für denkende Verehrer Jesus. 5 Bände. Herold & Wahlstab, Bremen 1810–1812. (Digitalisat 1. Sammlung), (2. Sammlung), (3. Sammlung), (4. Sammlung), (5. Sammlung 1812)
- Predigtentwürfe über freigewählte Aussprüche der heiligen Schrift. 2 Bände. Kaiser, Bremen 1815. (Digitalisat Band 1), (Band 2)
- Ueber die Darstellung des Heiligen auf der Bühne : eine Vorlesung am 4ten September im Museum zu Bremen. Heyse, Bremen 1815. (Digitalisat)
- Christus an das Geschlecht dieser Zeit. Vier evangelische Vorträge in der freien Gemeinde einer freien Stadt, zu St. Ansgarii in Bremen. Herold & Wahlstab, Bremen 1819. (Digitalisat)
- Die Gottesstadt und die Löwengrube. Erste Zugabe zu der Schrift: Christus an das Geschlecht dieser Zeit. Herold & Wahlstab, Bremen 1819. (Digitalisat)
- Der Fürst des Lebens und sein neues Reich. Zweite Zugabe zu der Schrift: Christus an das Geschlecht dieser Zeit. Herold & Wahlstab, Bremen 1819. (Digitalisat)
- Vom Reich Gottes. Betrachtungen nach der Schrift mit denkenden Christen angestellt und zur Feier des augsburgischen Bekenntnisses im dritten Jubeljahr. 3 Bände. Heyse, Bremen 1830. (Digitalisat Theil 1), (Theil 2), (Theil 3)
- Worte der Weihe bei der feierlichen Enthüllung des neuen Denkmals für Gustav Adolph auf dem Schlachtfelde von Lützen am 6. November 1837. Heinrichshofen, Magdeburg 1837 (Digitalisat).
- Der Bischof Dr. Dräseke als Maurer. Eine Sammlung seiner Vorträge und Festreden in der Loge. Herausgegeben von August Wilhelm Müller. Heinrichshofen, Magdeburg 1852. (Digitalisat)